# Gulou Dajie
Gulou Dajie (in cinese: 鼓楼大街站S, Gǔlóudàjiē zhànP), in italiano Via Gulou, è una stazione della linea 2 e della linea 8 della metropolitana di Pechino.
Il nome della stazione deriva dalla strada su cui è stata edificata e nelle vicinanze, a circa un chilometro di distanza, si trovano le torri della Campana e del Tamburo.

## Storia

### Linea 2
Nel 1965, il Comitato Centrale del Partito Comunista Cinese approvò il Rapporto sulla costruzione della metropolitana di Pechino, che definiva chiaramente il piano per realizzare le prime stazioni della metropolitana. Tra queste figurava anche la stazione di Gulou Dajie, sebbene nei piani originali fosse stata presentata semplicemente come Gulou.
Il 15 gennaio 1971 aprì al pubblico la linea della prima fase della metropolitana di Pechino, nella tratta tra la stazione di Gongzhufen (oggi linea 1) e la stazione ferroviaria di Pechino Centrale (oggi parte della linea 2). In questa fase, la stazione di Gulou Dajie non faceva parte dei progetti precedenti, ma era inclusa nella cosiddetta seconda fase della metropolitana di Pechino. Nel marzo successivo, infatti, iniziarono i lavori di realizzazione della stazione di Gulou Dajie.
Il 20 settembre 1984 la stazione fu ufficialmente aperta al pubblico, entrando in funzione come stazione della linea della seconda fase (oggi linea 2). La linea operava lungo il secondo anello ferroviario nella sua sezione occidentale, settentrionale e orientale con un percorso a forma di "ferro di cavallo" e copriva il tratto tra le stazioni di Fuxingmen e Jianguomen, con un totale di 12 fermate e una lunghezza di 16,1 km.
Il 24 dicembre 1987, poiché il percorso ad anello della linea della seconda fase era ormai concluso, le due linee vennero riorganizzate e rinominate in linea 1 e linea circolare . La stazione di Gulou Dajie rientrò nella competenza della linea circolare.
Il 1° gennaio 2002 la "linea circolare della metropolitana di Pechino" viene ufficialmente ridenominata linea 2.

### Linea 8
In base ai programmi presentati, la stazione di Gulou Dajie della linea 8 era parte della fase II del progetto di realizzazione della linea 8 della metropolitana di Pechino. I lavori di realizzazione delle stazioni della fase due, tra cui Gulou Dajie, sono stati avviati l'8 dicembre 2007.
Alla fine di ottobre 2012, con la conclusione dei lavori del corridoio di trasferimento verso la linea 2, i lavori alla stazione della linea 8 sono stati considerati completati. Circa tre mesi dopo, il 30 dicembre 2012, la stazione della linea 8 è stata inaugurata e aperta al pubblico.

## Posizione
La stazione di Gulou Dajie si trova a cavallo tra i distretti di Dongcheng e Xicheng, nell'area settentrionale del centro di Pechino. La stazione è stata costruita presso l’incrocio di Gulouqiao, nel punto d’incontro tra Andingmen West Street, Deshengmen East Street, Jiugulou Street e Jiugulouwai Street (direzione nord-sud). La stazione della linea 2 è posizionata sotto l’incrocio di Gulouqiao, disposta lungo l’asse est-ovest, mentre quella della linea 8 si trova a sud dell’incrocio, lungo Jiugulou Street, disposta in direzione nord-sud.
La stazione della linea 2 e della linea 8 sono disposte a forma di "T".

## Struttura e impianti
Le stazioni di Gulou Dajie della linea 2 e della linea 8 sono entrambe sotterranee. Al primo piano interrato è disposto l'atrio comune di entrambe le stazioni. Al secondo piano sotterraneo si trovano i binari della linea 2, mentre il terzo piano interrato è dedicato ai binari della linea 8. Entrambe le stazioni presentano banchine centrali a isola.
Poiché la stazione della linea 2 è dotata di corridoi di dimensioni ridotte, per facilitare i flussi di passeggeri in transito e ridurre l’impatto sull’infrastruttura della linea 2, la stazione di Gulou Dajie adotta un sistema di interscambio sotterraneo con appositi atri di collegamento. La stazione della linea 8 dispone di due atrii di interscambio al primo piano interrato, posizionati rispettivamente a nord-est e nord-ovest. Attraverso corridoi di collegamento dedicati è possibile arrivare all’atrio parallelo della linea 2, con una distanza di interscambio inferiore ai 150 metri. I corridoi di collegamento sono a senso unico e non consentono il passaggio inverso.
La stazione presenta sei accessi, indicati con le lettere A1, A2, B, E, F e G.

## Servizi
La stazione dispone di:
- Accessibilità per portatori di handicap (solo ingresso B e G)
- Emettitrice automatica biglietti
- Scale mobili
- Servizi igienici
- Sportello automatico
- Stazione video sorvegliata
- Ufficio polizia

### Orari

#### Linea 2
Essendo una linea circolare, la linea 2 dispone di due percorsi concentrici che operano come segue:
- L'anello interno, da Jishuitan direzione Dongzhimen e Fuxingmen, con tratte ridotte che terminano a Xizhimen.
- L'anello esterno, da Xizhimen direzione Fuxingmen e Dongzhimen, con tratte ridotte che terminano a Jishuitan.

Per il servizio dell'anello interno, la prima corsa da Gulou Dajie parte alle 5:05 mentre l'ultimo treno che esegue il percorso completo è alle 22:21. Per le tratte ridotte, l'ultimo treno con destinazione finale Xizhimen è previsto alle 23:05.
Riguardo l'anello esterno, la prima corsa è alle 5:31 mentre l'ultimo treno che esegue il percorso completo è previsto alle 22:52. L'ultima corsa ridotta fino a Jishuitan parte da Gulou Dajie alle 23:37.

#### Linea 8
In direzione sud, verso Yinghai, il primo treno della linea 8 parte da Gulou Dajie alle 5:09, concludendo il servizio alle 23:19. In direzione Zhuxinzhuang, invece, il primo convoglio ferma alla stazione alle 5:33 e è operativo fino alle 23:48.

## Interscambi
- Fermata autobus